# ビブラート
ビブラート（伊: vibrato）とは、演奏・歌唱において音を伸ばすとき、その音の見かけの音高を保ちながら、その音の特に高さを揺らすことである。バイブレーション（英: vibration）も似た言葉だが音楽においては、ビブラートには含まれないタイプの音の揺れや、感情の揺れ等を示すことが多い。

## 概要
音量の揺れと音高の揺れの二種類に分けられ、楽器や演奏スタイル、演奏されるジャンルによって使い分けられる。

## 歴史
西洋音楽におけるビブラートはルネサンス、バロック時代からあり、ベーブング、トレモラント、フラットマンなど多種の名称でよばれていた。レオポルト・モーツァルト著の「ヴァイオリン教本」(1756)には「最近の演奏家は全ての音にビブラートをかけるが、神の欲するところだけに使うべき」と記述している。ルネサンス時代からバロック時代にかけて多くの書物に「音を震わす」いわゆるビブラートについての記述が残されていることは、ビブラートは装飾法としてあったことを物語っている。無論、アンサンブルではなく、独奏において自然に生まれ出るビブラートは行なわれたといえよう。現在のように常にビブラートをかけるようになったのは19世紀以降のことである。あまり多用されるようになったため、バルトークは「ノン・ビブラート」の指示を楽譜に記述した。

## 詳細解説

### 弦楽器
弦を押さえる位置を揺らすことで音程型を掛ける場合が多い。
- バイオリンやビオラでビブラートを発するためには、指板を抑えている指の位置を揺らす。手首は動かさず肘から指全体を動かす、肘は動かさずに手首を動かす、指の第一関節をわずかに動かす、という三種類の様式がある。
- チェロやコントラバスでは、指先と肘を支点にして手首を上下に回すようにしてビブラートをかける。弦楽器では大型の楽器ほど動きを大きくする必要がある。
- フレットのあるギターやベースギター等ではチョーキングやアーミングによってビブラートを得ることが多く、音程を上げる方向でかけることが多い。

### 管楽器
管楽器の多くでは機構上、音程を揺らしにくいので音量型となる。ビブラートを出すためには、腹筋群や横隔膜を使い呼気圧を揺らすか、アンブシュア（アムブシュア、アンブッシャ。吹奏するときの口の形）を変える方法が一般的である。各楽器の機構や奏者の嗜好にもよる。
- 木管楽器（フルート、オーボエ等）では腹筋を振動させることによって音量型を掛ける。
  - クラリネットは、一部の特殊な例を除いて基本的にはビブラートを掛けない（ノンビブラート）。
  - サクソフォーンは他のリード楽器と比較し息が通りやすくアンブシュアでのピッチの高低差が大きく取れる為、顎の動きで音程ビブラートをかける。腹筋群を使う呼気圧変動は普通使わない（MALTAは呼気圧変動の奏者で独特の揺れがある）。比較的新しい時代に出来た楽器ということもありビブラートの確立は20世紀に入ってからで、それ以前の約100年間はノンビブラートであった。そのため、時代背景もあわせて金管同様、演奏形態ごとに（後述）ビブラートを使うどうかの判断が必要である。
- 金管楽器では、顎型、腹筋型どちらも使用されうる。また、トランペットなどの小型の金管楽器では楽器自体を手で細かく動かすことによってビブラートを得ることができる。スライドによって音程を変えるトロンボーンにおいては、スライドを小さめに往復させることによってビブラートをかける手法も一般的である。これらのどの方法を用いてビブラートをかけるか、またそもそもビブラートをかけるか否かの判断については、奏者の好みに加え、演奏形態（管弦楽、ジャズ、独奏など）によっても大きく異なる。ビブラートをかける音のひとつ上の倍音列にある音との間でトレモロ、（あるいはトリル）をするとシェイクという奏法になる。ひとつ上の倍音列にある音を控えめにシェイクすると、ビブラートに近い効果が得られる。ビブラートをかけながら、ビブラートの幅をだんだん大きくしていくと自然にシェイクに移行する。ジャズなどでは、このような奏法も行われる。

クラシック音楽では、金管楽器およびクラリネットではビブラートを常用しないことが多い。

### 打楽器
打楽器でビブラートをかけることは数少ないが多少はある。
例えば、ヴィブラフォンは、共鳴管内の羽をモーターで回転させて効果を得ている（音量型となる）。
また最近では、同じ鍵盤楽器グロッケンの鍵盤の上を手で仰ぐように上下させてビブラート効果を出す奏法もある。
トライアングルは音を発した後に楽器を前後に揺らすことで効果を出すことができる。

### 声楽等
- ヒトの発声では理想的な発声状態（十分な声帯伸展と声門閉鎖、呼気圧といった諸条件が揃うこと）では無意識で自然にかかるという見解があり、これを支持する演奏家も多い。発声機構的には、声帯の開閉部位置が呼気の進行方向に揺動するために生じるとされ、5Hzから7Hz程度の動きだという。
- 声楽の理想的なビブラートは毎秒6回前後などといわれる。実際には音域や音量、声種、音楽のジャンルによっても変わり、曲のテンポや演奏場所の残響時間に合わせて調節されることが多い。現代より演奏場が小さかった時期はビブラートの理想振動も速かったようである。
- ちりめんビブラートと呼ばれる、細かく痙攣するようなビブラートもあるが、こちらは古典の美観からすると未熟感と不安定感があり、あまり良いビブラートではないとされる。ポピュラー音楽ではテンポの速い曲が多いこともあり細かいビブラートが多用される。
- 音楽のジャンルによっても異なるが、概ね、クラシック型（無意識音程型）、演歌型（意識して入れる音程型）、フォーク型（音量型）に分類可能と考えられる。

#### クラシック
通常、ビブラートを目的とした練習は行わない。熟練するに従って自然に入るようになるのが理想とされる。どうしてもビブラートが入らず硬い感じになる場合は練習する場合がある。無意識に自然に入るため、通常、ビブラートは入りっぱなしで、ノンビブラートは古楽の演奏やアンサンブルにおいて意図的にビブラートを取り除くことで行われる。歌唱中の喉を観察すると、ビブラートを入れるところで喉が殆ど動かないのが判る（ただし、キャスリーン・バトルの様に喉が動く人もいる）。

#### 演歌
演歌ではこぶしとビブラートは不可欠と考えられる（この2つが混同される場合もある）。小学生以下であっても、これが入るようになるまで徹底的に練習する場合が多い。都はるみデビューの前と後では大きく違い、都はるみ以前はちりめんビブラートが多かったが以降は彼女と同様の長2度以上、4Hz前後のややゆっくりとした振れ幅が広いビブラート（以下、演歌型ビブラート）が主流となった。クラシック型とは反対に意識的に入れる場合が多く、2小節以上伸ばす所では2小節目から入れる、という風に入れ方もノンビブラートとの使い分けも巧妙である。歌唱中の喉を観察すると、ビブラートを入れるところで喉が小刻みに動くのが判る。

#### ムード歌謡等
ムード歌謡、シャンソン、ミュージカル等もビブラートは不可欠と考えられる。ビブラートによって大人のムードを醸し出す。シャンソンやミュージカルは欧米ではちりめんビブラート、又はクラシック型に近いが日本では演歌型が主流となった。宝塚歌劇も演歌型ビブラートを練習する場合が多い。

#### アイドル歌謡等
デビュー当初から入る歌手と、当初は入らない歌手に分かれる。ただし当初は入らない歌手でも、年を経るにつれて身に付けていったりする場合もある。暫くノンビブラートだったり、未熟感があるちりめんビブラートだったのが、キャリアやレッスンを積み歌手として成熟してくるに従い、理想的なビブラートがかかるようになったりする場合がある。

#### ロック・ポップス・等
他ジャンル（特に演歌やシャンソンなど）と比べると歌唱技術的に格段に劣る歌手も多く、意識的にビブラートを使いこなしている歌手は少ない傾向にある。また、あえてノンビブラートを貫き通す歌手が居る一方で、ビブラートを前面に押し出す歌手もいる。入れ方は歌手により様々でクラシック型（洋楽に多い）、演歌型（J-POPに多い）、フォーク型（フォークに多い）、等に分類できる。

#### 民族音楽等
日本民謡ではこぶしの方を重視し、ビブラートは重視しないので入らない場合が多い。ただし、歌手によっては曲の末尾で長く伸ばすところでビブラートを入れる場合がある。謡曲では「ナビキ」と呼ばれるビブラートを入れ、これは演歌型に近い。長唄、清元等では長く伸ばすところで演歌型ビブラートを入れる場合が多い。韓国やハワイ等の民族音楽でも演歌型に近いビブラートを入れる場合が多い。

#### 童謡等
童謡は通常はビブラートを掛けないが、歌手によってはクラシック型を掛ける場合がある。アニメソングではクラシック型や演歌型をかける場合が多い。

#### 小学生以下
小学生以下の歌声には、通常はビブラートが掛かることは無い。中学生、高校生、と進むにつれ、ビブラートがかかる人が増える傾向がある。ただし、唄う曲が演歌やムード歌謡、等、元々ビブラートを前提とした曲で、カラオケ大会等に向けて、それを徹底的に練習した場合は、小学生以下でも演歌型ビブラートを巧妙に掛けて大人のムードを漂わせる場合がある。北朝鮮のエリート養成機関では小学生相当位から声楽を徹底的に訓練し、ビブラートを入れさせる場合もある。その一方で、早ければ、4歳くらいで特訓したわけではないのにビブラートを含む技術を自然に習得するケースも稀にある。

### 電子楽器

#### シンセサイザー
鍵盤部分の横に組まれているピッチベンドのツマミを上下に揺らすことで得られる。

### サウンドエンジニアリング

#### エフェクター・波形編集ソフトウェア・プラグインなど
- オートチューン[注 1]

## ビブラートとトレモロの違い

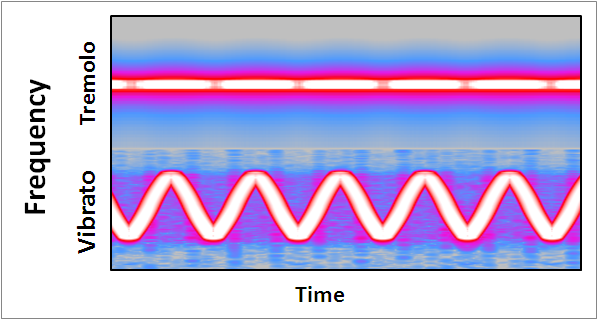
スペクトログラムによるトレモロとビブラートの違い

器楽演奏ではトレモロは断続的かつ周期的に同じ音の発音を繰り返すことであり、連続的に揺れるビブラートとは区別されるが、楽器の種類によっては境界が曖昧となることもある。
歌唱においては、古典声楽ではトレモロをあまり用いないこともあってか、質の悪い揺れをビブラートと区別してトレモロと呼ぶ場合がある。これは本来の、演奏手法を指すトレモロとは全く別な物である。
日本耳鼻咽喉科学会による定義では
ビブラート（震音）
人間の声は定常的な持続発声を行っても、その高さと強さに多少の変動がある。この変動が規則的でしかもある範囲のものであると、聴覚印象的に音の響きは豊かで望ましいものとなる。このような音声の変動現象をビブラートという。その範囲は、例えば高さの変動分では、声の高さによって異なり、低い音では1秒間に3 - 5周期程度、高い音では6 - 10周期程度が好ましいという。
トレモロ（顫音）
定常的な発声をしようとした場合、その声の高さと強さに、不規則なしかも大きい変動（その範囲がビブラートの場合より大きく、一般に不規則である）を伴う現象をトレモロという。（因みに、「顫」の文字はビブラートを示すのに用いられることも多い。）
「日本耳鼻咽喉科全書」によると、ビブラートとトレモロの違いは多くの場合、前者には美的効果があり、快感を与えることが条件であり、後者は不快感と不安定感がある。不快感の原因は、声の高さ、強さ、音色の変化が不規則、変化の回数が少なすぎる、逆に多すぎる、高音の動揺が著明すぎ、聴き手に焦燥感、不安定感を与える、と書いてある。

## ノンビブラート
ビブラートを徹底的に排除した声はノンビブラート唱法などとも言われることがある。繊細な雰囲気や荘厳さ、素朴さの演出を狙って行われることがある。一方で、特に音色自体に格別な存在感のある場合や、（それに加えて）音色の動的な変化がある場合は、ビブラートの有無は目立たなくなり、あまり重要視されなくなる。